# 콘웨이군 (수학)
군론에서 콘웨이군(영어: Conway group)은 존 호턴 콘웨이가 도입한 산재군 Co1, Co2, Co3 및 이와 관련된 유한군 Co0이다.
콘웨이 군 중 가장 큰 Co0는 덧셈 및 내적에 대한 리치 격자 Λ의 자기동형군으로, 위수 8,315,553,613,086,720,000을 갖고, 단순군이 아니다.
단순군 Co1은 Co0를 스칼라 행렬 ±1로 구성된 중심에 의한 몫군으로 정의되고, 위수 4,157,776,806,543,360,000를 갖는다.
리치 격자의 내적은 두 벡터의 스칼라곱의 1/8로 정의되고, 정수값을 갖는다. 벡터의 제곱 노름은 자신과의 내적이며 항상 짝수이다. 리치 격자의 벡터에 대해 그 제곱 노름의 절반을 벡터의 유형이라고 한다. 콘웨이 군의 부분군은 종종 관련된 고정점의 유형을 참조하여 이름이 붙는다. 리치 격자에는 유형 1의 벡터가 없다.
Co2 (위수 42,305,421,312,000) 및 Co3 (위수 495,766,656,000)은 각각 유형 2와 유형 3의 격자 벡터를 고정하는 리치 격자 Λ의 자기동형으로 구성된다. 스칼라 −1은 영벡터가 아닌 벡터를 고정하지 않으므로 이 두 군은 Co1의 부분군과 동형이다.

## 역사
톰프슨 (1983)은 존 리치가 1964년경 큰 차원 유클리드 공간에서의 조밀한 구 채우기 문제를 연구한 방법에 대해 설명한다. 리치의 발견 중 하나는 훗날 리치 격자라고 불리게 되는 격자를 통한 24차원의 구 채우기였다. 리치는 리치 격자의 대칭군이 흥미로운 단순군에 포함되어 있는지 궁금해했지만, 군론에 조예가 깊은 이의 도움이 필요함을 느꼈다. 다른 수학자들은 이미 자신이 몰두하고 있는 주제가 있었기에 리치가 도움을 얻는 것은 쉽지 않았다. 존 호턴 콘웨이가 같이 문제에 대해 궁리하였다. 존 그리그스 톰프슨은 군의 위수가 주어진다면 흥미로울 것이라고 말하였다. 콘웨이는 문제에 몇 달 혹은 몇 년을 써야 할 것으로 예측했지만, 몇 번의 회의를 통해 의외로 빠르게 결과를 얻을 수 있었다.
Witt (1998)은 그가 리치 격자를 1940년에 발견하였다고 말했고, 그것의 자기동형군 Co0의 위수를 계산하였다고 암시했다.

## 부분 격자 군
콘웨이와 톰프슨은 회의 (Brauer & Sah 1969)에서 설명된 4개의 산재군이 Co0의 부분군 또는 부분군의 몫과 동형임을 발견했다.
콘웨이는 점을 접두사로 붙인 점과 부분공간의 안정자에 대한 표기법을 사용했다. Co0 및 Co1인 .0 및 .1은 예외이다. 정수 n ≥ 2에 대해 .n은 리치 격자에서 유형 n인 점의 안정자를 나타낸다.
콘웨이는 정점을 원점으로 하는 삼각형으로 정의된 평면의 안정자를 명명했다. .hkl 을 h, k 및 l 유형의 모서리(정점의 차이)가 있는 삼각형의 점별 안정자라고 하자. 이러한 삼각형은 h-k-l 삼각형이라고 한다. 가장 단순한 경우에 Co0는 문제에서의 점 또는 삼각형에 전이적이고 안정자 군은 켤레의 차이를 무시하고 정의된다.
콘웨이는 .322으로 매클로플린 군 McL(위수 898,128,000)을, .332으로 히그만-심즈 군 HS(위수 44,352,000)를 식별했다.
다음은 일부 부분 격자 군의 표이다.
| 이름 | 위수              | 구조              | 정점의 예                     |
| ---- | ----------------- | ----------------- | ----------------------------- |
| •2   | 218 36 53 7 11 23 | Co2               | (−3, 123)                     |
| •3   | 210 37 53 7 11 23 | Co3               | (5, 123)                      |
| •4   | 218 32 5 7 11 23  | 211:M 23          | (8, 023)                      |
| •222 | 215 36 5 7 11     | PSU6(2) ≈ Fi21    | (4, −4, 022), (0, −4, 4, 021) |
| •322 | 27 36 53 7 11     | McL               | (5, 123 ), (4, 4, 022 )       |
| •332 | 29 32 53 7 11     | HS                | (5, 123), (4, −4, 022)        |
| •333 | 24 37 5 11        | 35:M11            | (5, 123), (0, 212, 011)       |
| •422 | 217 32 5 7 11     | 210:M22           | (8, 023), (4, 4, 022)         |
| •432 | 27 32 5 7 11 23   | M23               | (8, 023), (5, 123)            |
| •433 | 210 32 5 7        | 24.A8             | (8, 023), (4, 27, −2, 015)    |
| •442 | 212 32 5 7        | 21+8.A7           | (8, 023), (6, −27, 016)       |
| •443 | 27 32 5 7         | M21:2 ≈ PSL3(4):2 | (8, 023), (5, −3, −3, 121)    |

## 다른 두 개의 산재군
두 개의 부분 산재군은 리치 격자 구조의 안정자의 몫으로 정의할 수 있다. R24를 C12로, Λ를 {\displaystyle \mathbf {Z} \left[e^{{\frac {2}{3}}\pi i}\right]^{12}}로 식별하면, 결과적인 자기동형군(즉, 복소 구조를 보존하는 리치 격자의 자기동형군)은 복소 스칼라 행렬의 6개 요소 그룹으로 나눌 때 스즈키 산재군 Suz(위수 448,345,497,600)이 나타난다. 스즈키 산재군은 1968년 스즈키 미치오에 의해 발견되었다.
유사한 구성을 통해 Hall-Janko 군 J2 (위수 604,800)는 ±1 스칼라 군에 의한 Λ의 사원수 자기동형군의 몫으로 얻는다.
위에 설명된 7개의 단순군은 로버트 그리스가 2세대 Happy Family 라고 부르는 것으로 구성되며, 괴물군 내에서 발견되는 20개의 산재군으로 구성된다. 군 7개 중 몇 개는 적어도 1세대 를 구성하는 5개 마티외 군 중 일부를 포함한다.

## 일반화된 가공할 헛소리
콘웨이와 Norton은 1979년 논문에서 가공할 헛소리가 괴물군에게만 국한되지 않는다고 제안했다. Larissa Queen과 다른 사람들은 산재군의 차원의 단순한 조합으로 많은 Hauptmoduln의 확장을 구성할 수 있음을 나중에 발견했다. 콘웨이 군의 경우 관련 McKay-Thompson 급수는 다음과 같다. {\displaystyle T_{2A}(\tau )} = {1, 0, 276, −2048, 11202, −49152, ...} (  A007246 ) 및 {\displaystyle T_{4A}(\tau )} = {1, 0, 276, 2048, 11202, 49152, ...} (  A097340 ) 
{\displaystyle {\begin{aligned}j_{4A}(\tau )&=T_{4A}(\tau )+24\\&=\left({\frac {\eta ^{2}(2\tau )}{\eta (\tau )\,\eta (4\tau )}}\right)^{24}\\&=\left(\left({\frac {\eta (\tau )}{\eta (4\tau )}}\right)^{4}+4^{2}\left({\frac {\eta (4\tau )}{\eta (\tau )}}\right)^{4}\right)^{2}\\&={\frac {1}{q}}+24+276q+2048q^{2}+11202q^{3}+49152q^{4}+\dots \end{aligned}}}
여기서 상수항 a(0) = 24, η(τ)는 데데킨트 에타 함수이다.

## 참고 문헌
1. ↑  Conway & Sloane (1999), p. 291
2. ↑  Griess (1998), p. 126

- Conway, John Horton (1968), “A perfect group of order 8,315,553,613,086,720,000 and the sporadic simple groups”, 《Proceedings of the National Academy of Sciences of the United States of America》 61 (2): 398–400, Bibcode:1968PNAS...61..398C, doi:10.1073/pnas.61.2.398, MR 0237634, PMC 225171, PMID 16591697
- Brauer, R.; Sah, Chih-han, 편집. (1969), 《Theory of finite groups: A symposium》, W. A. Benjamin, Inc., New York-Amsterdam, MR 0240186
- Conway, John Horton (1969), “A group of order 8,315,553,613,086,720,000”, 《The Bulletin of the London Mathematical Society》 1: 79–88, doi:10.1112/blms/1.1.79, ISSN 0024-6093, MR 0248216
- Conway, John Horton (1971), 〈Three lectures on exceptional groups〉,   Powell, M. B.; Higman, Graham, 《Finite simple groups》, Proceedings of an Instructional Conference organized by the London Mathematical Society (a NATO Advanced Study Institute), Oxford, September 1969., Boston, MA: Academic Press, 215–247쪽, ISBN 978-0-12-563850-0, MR 0338152 Reprinted in Conway & Sloane (1999, 267–298)
- Conway, John Horton; Sloane, Neil J. A. (1999), 《Sphere Packings, Lattices and Groups》, Grundlehren der Mathematischen Wissenschaften 290 3판, Berlin, New York: Springer-Verlag, doi:10.1007/978-1-4757-2016-7, ISBN 978-0-387-98585-5, MR 0920369
- Thompson, Thomas M. (1983), 《From error-correcting codes through sphere packings to simple groups》, Carus Mathematical Monographs 21, Mathematical Association of America, ISBN 978-0-88385-023-7, MR 749038
- Conway, John Horton; Parker, Richard A.; Norton, Simon P.; Curtis, R. T.; Wilson, Robert A. (1985), 《Atlas of finite groups》, Oxford University Press, ISBN 978-0-19-853199-9, MR 827219
- Griess, Robert L. Jr. (1998), 《Twelve sporadic groups》, Springer Monographs in Mathematics, Berlin, New York: Springer-Verlag, doi:10.1007/978-3-662-03516-0, ISBN 978-3-540-62778-4, MR 1707296
- 유한 군 표현의 아틀라스: Co1 버전 2
- 유한 군 표현의 아틀라스: Co1 버전 3
- Wilson, Robert A. (1983), “The maximal subgroups of Conway's group Co₁”, 《Journal of Algebra》 85 (1): 144–165, doi:10.1016/0021-8693(83)90122-9, ISSN 0021-8693, MR 723071
- Wilson, Robert A. (1988), “On the 3-local subgroups of Conway's group Co₁”, 《Journal of Algebra》 113 (1): 261–262, doi:10.1016/0021-8693(88)90192-5, ISSN 0021-8693, MR 928064
- Wilson, Robert A. (2009), 《The finite simple groups.》, Graduate Texts in Mathematics 251 251, Berlin, New York: Springer-Verlag, doi:10.1007/978-1-84800-988-2, ISBN 978-1-84800-987-5, Zbl 1203.20012
- Witt, Ernst (1998), 《Collected papers. Gesammelte Abhandlungen》, Springer Collected Works in Mathematics, Berlin, New York: Springer-Verlag, doi:10.1007/978-3-642-41970-6, ISBN 978-3-540-57061-5, MR 1643949
- R. T. Curtis and B. T. Fairburn (2009), "Symmetric Representation of the elements of the Conway Group .0", Journal of Symbolic Computation, 44: 1044-1067.